# Elio Rosati
Pour les articles homonymes, voir Elio (homonymie).
Elio Rosati (Maddaloni, 21 février 1923 - Rome, 12 juin 2016) est un homme politique italien.

## Biographie
Elio Rosati fut maire de Maddaloni, conseiller régional, puis député au Parlement italien sous différentes législatures ainsi que secrétaire d'état à l'éducation à plusieurs reprises. 
Il est notamment connu pour avoir été un très proche collaborateur et ami d'Aldo Moro (selon les propres termes de ce-dernier, Rosati était « la personne qu'il aimait et estimait le plus » parmi ses collaborateurs). En ce sens, Moro lui adressa, pendant sa captivité, plusieurs lettres exclusives.